# Граф Кромер
Граф Кромер (англ. Earl of Cromer) — наследственный титул в системе Пэрства Соединённого королевства.

## История
Титул графа Кромера был создан в 8 августа 1901 года для Ивлина Бэринга, 1-го виконта Кромера (1841—1917). Семья Бэринг имела немецкое происхождение. В 1883—1907 годах Ивлин Бэринг был британским агентом и генеральным консулом в Египте. В 1892 году для него был создан титул барона Кромера из Кромера в графстве Норфолк. В 1899 году он получил титул виконта Кромера в графстве Норфолк. 8 августа 1901 года для него были созданы титулы виконта Эррингтона из Хексема в графстве Нортумберленд и графа Кромера в графстве Норфолк. Все эти титулы являлись Пэрством Соединённого королевства.
Член влиятельной семьи банкиров Бэрингов, лорд Кромер был сыном Генри Бэринга (1777—1848), третьего сына сэра Фрэнсиса Бэринга, 1-го баронета (1740—1810). Ему наследовал его сын, Роуленд Томас Бэринг, 2-й граф Кромер (1877—1953), дипломат и государственный служащий. Он был лордом-камергером в 1922—1938 годах. Его сын, Джордж Роуленд Стэнли Бэринг, 3-й граф Кромер (1918—1991), также работал дипломатом и являлся послом Великобритании в США (1971—1974).
По состоянию на 2024 год, обладателем графского титула являлся его сын, Ивлин Роуленд Эсмонд Бэринг, 4-й граф Кромер (род. 1946), сменивший отца в 1991 году.
Титул графа Кромер происходит от названия города Кромер в графстве Норфолк.
- Ивлин Бэринг, 1-й барон Ховик из Глендейла (1903—1973), губернатор Южной Родезии (1942—1944) и Кении (1952—1959), британский верховный комиссар в Южной Африке (1944—1951), третий сын 1-го графа Кромера.

## Графы Кромер (1901)
- 1901—1917: Майор Ивлин Бэринг, 1-й граф Кромер (26 февраля 1841 — 29 января 1917), шестой сын Генри Бэринга (1776—1848) от второго брака с Сесилией Энн (урождённой Уиндхэм) (1803—1874);
- 1917—1953: Роуленд Томас Бэринг, 2-й граф Кромер (29 ноября 1877 — 13 мая 1953), старший сын предыдущего от первого брака;
- 1953—1991: Подполковник Джордж Роуленд Стэнли Бэринг, 3-й граф Кромер (28 июля 1918 — 16 марта 1991), единственный сын предыдущего;
- 1991 — настоящее время: Ивлин Роуленд Эсмонд Бэринг, 4-й граф Кромер (род. 3 июня 1946), старший сын предыдущего;
  - Наследник: Александр Роуленд Хармсворт Бэринг, виконт Эррингтон (род. 5 января 1994), единственный сын предыдущего.